# لوحة ميرودي

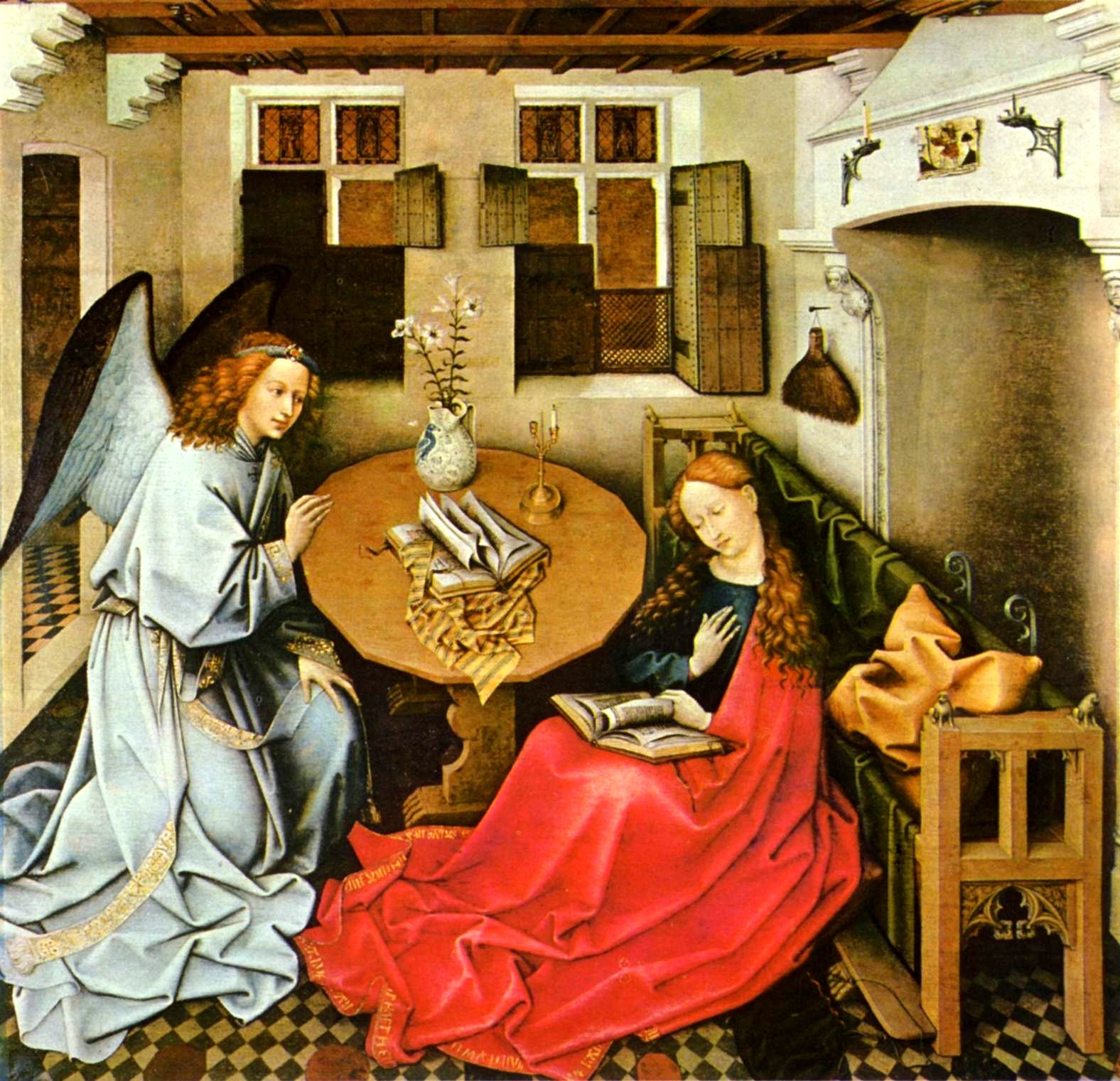
البِشارة. متحف الفنون الجميلة، بروكسل، نسخة من اللوحة المركزية، منسوبة في وقت ما إلى جاك داريت، تلميذ كامبين. رُسمت هذه اللوحة في وقت أبكر من نسخة نيويورك، وقد تكون هي الأصل.

لوحة ميرودي أو لوحة ميرودي الثلاثية أو لوحة البشارة الثلاثية هي رسمة زيت على لوح ثلاثي الدرفات من خشب البلوط، معروضة الآن في متحف الأروقة، في مدينة نيويورك. اللوحة غير موقعة وغير مؤرخة، ولكنها تُنسب إلى الرسام الهولندي المبكر روبرت كامبين ومساعده. تمثل اللوحات الثلاثة، من اليسار إلى اليمين، المتبرعين راكعين للصلاة في حديقة، لحظة بشارة مريم، التي تم وضعها في بيئة منزلية معاصرة، والقديس يوسف، نجار مع أدوات تجارته. تشمل العناصر العديدة للرمزية الدينية الزنبق والنافورة (التي ترمز إلى نقاء مريم)، والروح القدس ممثلة بأشعة الضوء القادمة من النافذة اليسرى.

تمت تسمية اللوحة الثلاثية على اسم المالكة السابقة، كومتيس ماري نيكوليت دي ميرودي (1849-1905).

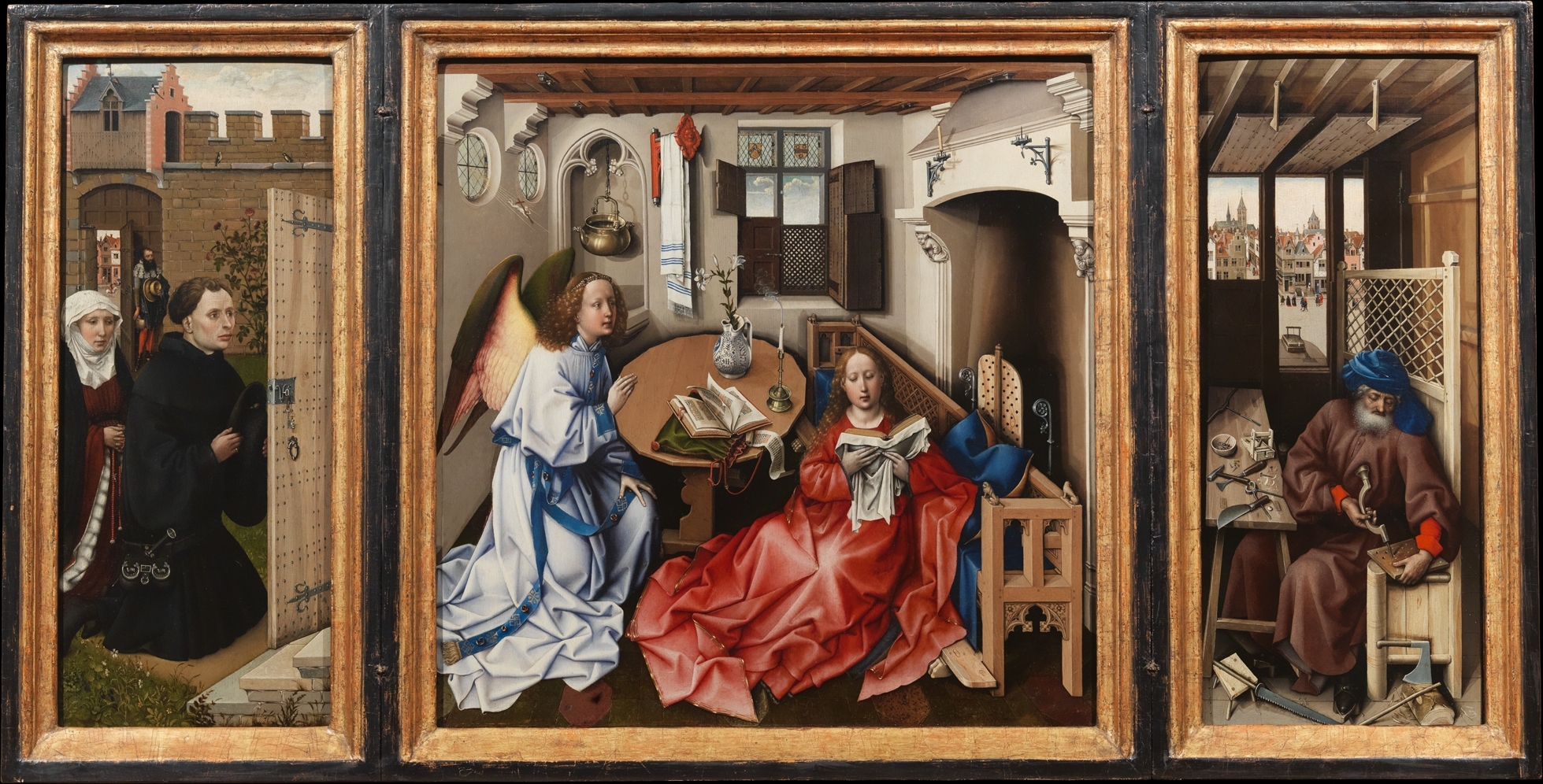
روبرت كامبين وورشة العمل، ميرود ألتربيس. الأبعاد: الكلية (عند الفتح)، 25 3/8 × 46 3/8 بوصة ؛ لوحة مركزية، 25 1/4 × 24 7/8 بوصة ؛ كل جناح 25 3/8 × 10 3/4 بوصة.